# Teatro dei Leggieri
Il Teatro dei Leggieri è un teatro situato a San Gimignano.
Un uso a sala teatrale della sala grande dell'ex Palazzo del Podestà, detto Palazzo dell'Orologio, è documentato già dal 1537 quando venne preso da un gruppo di giovani per tenerci proprie rappresentazioni.
Alla fine del '700 la compagnia di dilettanti si costituì in una vera e propria società del teatro con la denominazione di Accademia dei Leggieri e pose mano a trasformare il salone ricevuto in uso perpetuo in un vero e proprio teatro (progetto di Francesco Marinelli).
Il nuovo teatro venne inaugurato nel 1794: con pianta a ferro di cavallo e 22 palchi distribuiti su due ordini, presentava linee barocche e preziose decorazioni a stucchi, a tempera e oro. Il nuovo teatro diventò così il centro culturale di San Gimignano ospitando assemblee civiche, conferenze, spettacoli teatrali e musicali sia di compagnie locali che forestiere. Nonostante le modeste dimensioni vennero programmati anche importanti allestimenti di opere liriche.
Dopo essere stato utilizzato come ricovero di sfollati durante l'ultimo conflitto mondiale, venne nel dopoguerra affidato a privati che lo utilizzarono come cinematografo fino al 1953 quando fu definitivamente ceduto a privati con la clausola però che garantisse da supporto logistico alle stagioni liriche e concertistiche allestite dall'Amministrazione Comunale nell'adiacente piazza del Duomo. Nel 1967 è stato acquisito dal Comune che ha subito avviato una procedura di recupero. Dopo un primo progetto redatto dall'architetto Leonardo Ricci (che prevedeva il completo rifacimento del teatro in forme nuove) si è proceduto a un intervento che garantisse il rispetto della struttura originaria affidandone l'incarico all'ingegner Fabio Galli dell'Ufficio Tecnico Comunale.
Inserito nel progetto regionale con finanziamenti FIO, il progetto di recupero ha attuato la ristrutturazione completa dell'edificio al fine di conferirgli una nuova agibilità (la copertura è stata interamente rifatta con travi reticolari e si sono rinnovate l'impiantistica, le opere di finitura, gli infissi, il palcoscenico, l'arredamento e le pavimentazioni).
Oggi il teatro presenta un'ottima acustica, una capienza di un centinaio di posti, palcoscenico e servizi rifatti completamente e costituisce uno spazio ideale per spettacoli da camera, in prosa e musica, recital e letture.